# Brett Story
Brett Story (* 20. Jahrhundert) ist eine kanadische Dokumentarfilmerin und Lehrende an der University of Toronto.

## Leben
Story lebt in Toronto und tritt seit den späten 2000er Jahre als Dokumentarfilmerin in Erscheinung. Ihr Schaffen fokussiert dabei auf die Themen der politischen Geographie und marxistischen politischen Ökonomie, auf die sie auch theoretisch bezieht und zu denen sie publiziert. Mit ihrem Film The Prison in Twelve Landscapes wurde sie beim Hot Docs Canadian International Documentary Festival 2016 mit dem Special Jury Prize ausgezeichnet. Für ihre Arbeit erhielt sie Stipendien von der John Simon Guggenheim Memorial Foundation, vom Sundance Institute sowie von MacDowell.
Zusammen mit Steve Maing drehte sie Union über amazon, er wurde auf dem Sundance Film Festival 2024 gezeigt. Die beiden gewann hierfür den U.S. Documentary Special Jury Award in der Kategorie Art of Change.
2019 veröffentlichte sie das Buch Prison Land: Mapping Carceral Power Across Neoliberal America. Sie wurde an der University of Toronto im Fachbereich Geografie promoviert. Zuvor machen sie ihren Bachelorabschluss an der McGill University, gefolgt vom Master an der University of Oxford. Sie ist Assistant Professor am Innis College der University of Toronto im Bereich der Film Studies.

## Filmografie (Auswahl)
- 2016: The Prison in Twelve Landscapes
- 2017: CamperForce
- 2019: The Hottest August
- 2024: Union